# Otmaň
Otmaň je 578,3 m vysoký zalesněný vrch v Šumavském podhůří nacházející se cca čtvrt kilometru severně od silnice II/143 mezi vesnicemi Chlum a Lhotka, obě jsou místní části městyse Křemže. 

## Geologie a geomorfologie
Geomorfologicky je Otmaň součástí celku Křemžská kotlina, v jejíž centrální části tvoří výraznou vyvýšeninu. Jižní svah je mírný, naopak ten severní poměrně strmý. Geologické podloží Otmaně tvoří moldanubické granulity s vložkami peridotitů až serpentinitů. Na hadcové zvětraliny se vážou druhotné nerosty, nejznámější jsou opály, které se u Otmaně nacházejí.

## Vrchol a okolí
Na vrcholu roste převážně jedle bělokorá, dále jsou zde zastoupeny smrčiny, bory i malé bučiny. Místy jsou podél úpatí kopce umístěny posedy, v této oblasti se velice hojně vyskytuje srnčí a méně i černá zvěř. Otmaň má dva vrcholy, na jednom z nich se nachází kámen značící nejvyšší bod kopce, hned na nejbližším stromu visí cedule s názvem a výškou kopce. Pod severním svahem protéká Křemžský potok, v blízkosti vrchu se nacházejí dva mlýny, Červený a Vackův, oba však již svou funkci dlouho neplní.